# Nikita Mirzani
 (juin 2020).
Si vous disposez d'ouvrages ou d'articles de référence ou si vous connaissez des sites web de qualité traitant du thème abordé ici, merci de compléter l'article en donnant les références utiles à sa vérifiabilité et en les liant à la section « Notes et références ».
Nikita Mirzani est une actrice indonésienne, née le 17 mars 1986 à Jakarta. Mère de deux enfants, elle est devenue extrêmement populaire dans la jet set indonésienne en raison de son mode de vie assez extravagant et décontracté.

## Carrière
Après avoir participé à la version indonésienne du reality show Take Me Out Indonesia, Nikita Mirzani a par la suite fait ses débuts dans le monde du cinéma comme figurante dans quelques films avant de décrocher en 2012, un des rôles principaux du film d'horreur Nenek Gayung. La même année, elle fait une apparition très remarquée dans la parodie de film d'horreur Mama Minta Pulsa où elle incarne le rôle de Carolina, la directrice d'un camp de vacances à l'uniforme pour le moins suggestif.

## Filmographie
- 2010 : Lihat Boleh, Pegang Jangan
- 2011 : Perempuan-Perempuan Liar
- 2012 : Nenek Gayung
- 2012 : Mama Minta Pulsa
- 2012 : Pacarku Kuntilanak Kembar
- 2012 : Tali Pocong Perawan 2
- 2013 : Pantai Selatan
- 2013 : Pokun Roxy
- 2013 : Taman Lawang
- 2014 : Comic 8
- 2014 : Drakula Cinta
- 2015 : Comic 8: Casino Kings